# Bob Wilson (futbolista)
Robert "Bob" Primrose Wilson OBE (n. Chesterfield, 30 de octubre de 1941) es un exfutbolista británico que jugó en la demarcación de portero para el Arsenal FC.

## Trayectoria

### Como futbolista
El Manchester United FC se fijó en él para ficharle para las filas inferiores de su equipo. Pero su padre no le dejó firmar por el club, ya que lo veía un trabajo irrazonable. Finalmente en 1962 pudo fichar por el Wolverhampton Wanderers FC, aunque no llegó a jugar ningún partido con el club. En 1963, el Arsenal FC se hizo con sus servicios por 6500 libras. Hizo su debut contra el Nottingham Forest el 26 de octubre de 1963 en un partido con victoria por 4-2. Sin embargo, no era el primer portero del equipo, sino que era el suplente de Jim Furnell. No fue hasta cuatro años después, en 1968, cuando empezó a ser elegido como el primer portero del equipo, después de que Furnell cometiera un error en la FA Cup contra el Birmingham City en marzo.
En 1969 jugó su primera final, la cual fue la de la Copa de la Liga contra el Swindon Town FC, final que perdieron. Tras perderse gran parte de la siguiente temporada tras haberse roto el brazo, Wilson se recuperó y ganó su primer trofeo con el Arsenal, la edición de 1970 de la Copa de Ferias. En 1971 ganó el doblete, ganango la Liga y la Copa.
Finalmente en mayo de 1974 anunció su retirada de los terrenos de juego a los 32 años de edad.

### Como entrenador
Tras su retiro como futbolista, Wilson se convirtió en el entrenador de porteros del Arsenal durante 28 años, entrenando a guardametas como Pat Jennings, John Lukic, y David Seaman. Se retiró al final de la temporada 2002–03, habiendo ayudado al Arsenal a ganar otros dos dobletes, en 1997–98 y 2001–02, una de las dos personas presentes en los tres que ha ganado el club en toda su historia (siendo el otro Pat Rice).

## Selección nacional
Wilson fue convocado por primera vez con la selección de fútbol de Escocia cuando las reglas cambiaron en 1970, permitiendo a los futbolistas jugar con la nación en la que nacieron sus padres, si no habían jugado antes en otra selección. Wilson fue seleccionado por Tommy Docherty durante los dos partidos que jugó para el combinado, haciendo su debut contra Portugal el 13 de octubre de 1971. Tras su segundo partido y último partido, contra los Países Bajos el 1 de diciembre de 1971, Docherty dejó su puesto a Willie Ormond, quien convocó a Bobby Clark y dejando a Wilson sin volver a jugar con la selección.

## Carrera como comentarista
Wilson ya había aparecido como comentarista para la BBC durante la Copa Mundial de Fútbol de 1970. Tras su trayectoria por los terrenos de juego, se convirtió en presentador de televisión, en la BBC desde 1974 hasta 1994. Posteriormente fue presentador en la ITV hasta su retiro en 2002, cubriendo la Liga de Campeones de la UEFA hasta que llegara Des Lynam en 1999. También cubrió con la cadena la Eurocopa de 1996 y la Copa Mundial de Fútbol de 1998.

## Vida personal
En febrero de 1994, su hija Anna fue diagnosticada con un cáncer que le afectaba al sistema nervioso. Tras una larga lucha, ella falleció el 1 de diciembre de 1998. Se estableció posteriormente la "Willow Foundation" en su memoria en 1999. Wilson relanzó la caridad de la obra el 4 de octubre de 2005. La organización ayuda a 12 500 personas que comprenden entre los 16-40 años, en el Reino Unido, y que son diagnosticadas con una enfermedad potencialmente mortal.
En 2007, Wilson recibió la Orden del Imperio Británico (OBE) por su obra de caridad.
En abril de 2014 se anunció que Wilson está luchando contra un cáncer de próstata.

## Clubes
| Club                       | País       | Año         | Partidos | Goles |
| -------------------------- | ---------- | ----------- | -------- | ----- |
| Wolverhampton Wanderers FC | Inglaterra | 1962 - 1963 | 0        | 0     |
| Arsenal FC                 | Inglaterra | 1963 - 1974 | 234      | 0     |

### Estadísticas
| Club    | Temporada | Liga     | Liga  | Liga  | FA Cup   | FA Cup | FA Cup | Copa de la Liga | Copa de la Liga | Copa de la Liga | Europa1  | Europa1 | Europa1 | Total    | Total | Total |
| Club    | Temporada | Partidos | Goles | Va.i. | Partidos | Goles  | Va.i.  | Partidos        | Goles           | Va.i.           | Partidos | Goles   | Va.i.   | Partidos | Goles | Va.i. |
| ------- | --------- | -------- | ----- | ----- | -------- | ------ | ------ | --------------- | --------------- | --------------- | -------- | ------- | ------- | -------- | ----- | ----- |
| Arsenal |           |          |       |       |          |        |        |                 |                 |                 |          |         |         |          |       |       |
| 1963–64 | 5         | 0        | 0     | 0     | 0        | 0      | 0      | 0               | 0               | 1               | 0        | 0       | 6       | 0        | 0     |       |
| 1964–65 | 0         | 0        | 0     | 0     | 0        | 0      | 0      | 0               | 0               | 0               | 0        | 0       | 0       | 0        | 0     |       |
| 1965–66 | 4         | 0        | 0     | 0     | 0        | 0      | 0      | 0               | 0               | 0               | 0        | 0       | 4       | 0        | 0     |       |
| 1966–67 | 0         | 0        | 0     | 0     | 0        | 0      | 0      | 0               | 0               | 0               | 0        | 0       | 0       | 0        | 0     |       |
| 1967–68 | 13        | 0        | 1     | 1     | 0        | 0      | 0      | 0               | 0               | 0               | 0        | 0       | 14      | 0        | 1     |       |
| 1968–69 | 42        | 0        | 20    | 4     | 0        | 3      | 7      | 0               | 2               | 0               | 0        | 0       | 53      | 0        | 25    |       |
| 1969–70 | 28        | 0        | 8     | 2     | 0        | 0      | 2      | 0               | 1               | 9               | 0        | 6       | 41      | 0        | 15    |       |
| 1970–71 | 42        | 0        | 25    | 9     | 0        | 4      | 5      | 0               | 4               | 8               | 0        | 4       | 64      | 0        | 37    |       |
| 1971–72 | 37        | 0        | 17    | 7     | 0        | 4      | 3      | 0               | 2               | 6               | 0        | 3       | 53      | 0        | 26    |       |
| 1972–73 | 22        | 0        | 7     | 6     | 0        | 1      | 0      | 0               | 0               | 0               | 0        | 0       | 28      | 0        | 8     |       |
| 1973–74 | 41        | 0        | 12    | 3     | 0        | 1      | 1      | 0               | 0               | 0               | 0        | 0       | 45      | 0        | 13    |       |
| Total   | Total     | 234      | 0     | 90    | 32       | 0      | 13     | 18              | 0               | 9               | 24       | 0       | 13      | 308      | 0     | 125   |

1Incluye la Copa de Ferias y la Liga de Campeones de la UEFA.
Va.i. – Valla invicta.

## Palmarés

### Campeonatos nacionales
| Título                         | Club       | País       | Año  |
| ------------------------------ | ---------- | ---------- | ---- |
| Football League First Division | Arsenal FC | Inglaterra | 1971 |
| FA Cup                         | Arsenal FC | Inglaterra | 1971 |

### Campeonatos continentales
| Título         | Club       | País       | Año  |
| -------------- | ---------- | ---------- | ---- |
| Copa de Ferias | Arsenal FC | Inglaterra | 1970 |